# 龍造寺家兼
龍造寺家兼（日语：／ Ryuzōji Iekane，1454年—1546年4月10日、享德三年—天文十五年三月十日），是室町時代中期至日本戰國時代的武將，水江城城主，號剛忠。龍造寺胤信之曾祖父。

## 少貳氏頭號家臣
家兼是肥前國人眾龍造寺氏第13代領主龍造寺康家之五子、是龍造寺分支—水江龍造寺家的家主。由於本家村中龍造寺家內部分裂且當主早逝，家族實力逐漸削弱，因此身為一門長老的家兼便協助輔佐本家。而性格剛毅果斷且智勇雙全的家兼，也很快地就掌控了本家的實權。
享祿三年（1530年），大内義隆命重臣杉興運率領一萬大軍進攻肥前少貳氏，家兼與鍋島清久、鍋島清房父子以及石井忠清等少貳氏國人領主一同在筑後川支流處擊退敵軍，並造成筑紫尚門、朝日賴實、橫岳資貞等大內方大將陣亡，此戰充分展現了家兼卓越的軍事才能（田手畷之戰）。田手畷之戰後，家兼也從主家少貳氏的一介普通家臣，躍升成為筆頭家臣。
天文二年（1533年），大內氏捲土重來，這次義隆遣另一重臣陶興房率8,000人大軍，再次進犯肥前。在陶興房的指揮下，大內軍勢如破竹，一連攻下少貳氏所屬的基肆、養父和三根三郡，之後陶興房決定兵分兩路，他讓部將率本隊5,000人進攻少貳氏主城勢福寺城（位於神埼郡），自己則是率領3,000人分隊進攻龍造寺氏主城村中城（位於佐賀郡）。雖有人數上之優勢，然而不熟悉當地地理環境的陶興房，在家兼的夜襲下遭遇慘敗（村中城之戰）。至於另一邊針對勢福寺城的攻略也因遭遇颱風來襲而受阻，最終陶興房只得撤出肥前，返回大內領地筑前國。家兼也靠著連續擊敗大內氏兩大名將從此名震九州。

## 謀反少貳氏
這二場戰役使得龍造寺家兼的實力得到了大內義隆的認可，義隆遂以本領安堵外加原屬少貳氏的佐賀及神埼兩郡領地作為交換條件，策反家兼。
天文三年（1534年）四月，少貳氏盟友豐後大友氏在勢場原之戰中敗給大內氏，失去主要後援的少貳氏自是無力與大內氏抗衡。家兼也看準時機勸說少貳氏當主少貳資元與大內氏進行議和。在領地獲保證的前提下，同年五月，少貳氏向大內氏投降，並撤出主要根據地勢福寺城。然不到一年時間，義隆便毀棄合約強行徵收了少貳氏的基肆、三根、養父、佐賀以及神埼五郡，少貳資元也被迫逃到肥前小城郡的梶峰城。
天文五年（1536年）三月，義隆派遣陶興房率5,000人大軍包圍梶峰城，資元雖多次寫信向家兼求助，但早已和義隆達成密約的家兼並未積極提供救援。同年九月，在彈盡糧絕的情況下，少貳資元被迫自刃，家兼也因此被視為背叛主君的叛徒。話雖如此，為了感謝家兼的作壁上觀，在1536至1537年間，義隆也替龍造寺氏向幕府求得了肥前守護代一職。不過由於家兼是龍造寺分家出身，因此守護代一職是給了當時龍造寺本家的當主，龍造寺胤榮。
另一方面，雖然少貳資元自刃身亡，但資元之子少貳冬尚在其他少貳氏家臣的幫助下成功逃脫。逃過一劫的冬尚對家兼見死不救的行為感到憤怒，隨即發出命令召集底下國人一同討伐家兼。只是面對早已手無實權主君的號召，並未有國人參與響應，最終討伐家兼的計劃只得不了了之。而在少貳氏譜代家臣馬場賴周的建議下，冬尚也決定暫時屈身向家兼求和。
根據記載，大約在天文九年（1540年）前後，冬尚前往家兼居城所在的水之江城拜訪，期間冬尚針對之前出兵討伐家兼一事表達了道歉，並希望龍造寺氏能繼續輔佐少貳氏。出於對主家的憐憫，家兼遂同意了冬尚的請求。
天文十年（1541年）一月，在家兼的支援下，冬尚回到了少貳氏原本的居城－勢福寺城，然而這並不代表著冬尚拿回了主權。相反地，隨著主從關係的逆轉，此時勢福寺城的真正管理者是家兼的次子，龍造寺家門。換言之，冬尚不過是家兼用來號令其他家臣的傀儡。

## 滅門危機
天文十二年（1543年），大內義隆在出征尼子晴久的過程中遭遇慘敗（第一次月山富田城之戰）因而元氣大傷，蟄伏已久的少貳冬尚自然不會放過這樣的契機，趁著大內氏勢衰，他與馬場賴周便開始計劃著如何脫離大內氏。而冬尚首要剷除的目標，自然是龍造寺家兼。
天文十三年（1544年）末至天文十四年（1545年）初，在馬場賴周的策劃下，家兼誤信肥前松浦郡的松浦隆信打算謀反，並在少貳冬尚的請求下出兵討伐松浦氏。同時，賴周以肥前杵島郡為讓與條件和肥前南部大名有馬晴純達成協議，請其舉兵入侵龍造寺氏居城所在的佐賀郡，對龍造寺氏形成夾擊。縱使家兼身經百戰，但在多方作戰且兵力明顯劣於敵方的情況下，最終也只能選擇投降。
作為受降使者的馬場賴周與家兼展開談和。在確保水江龍造寺一門安全的承諾後，家兼同意退出水之江城，並派遣嫡子龍造寺家純與嫡孫龍造寺周家作為代表，前往勢福寺城向冬尚謝罪。然而家純與周家行經途中，便遭到馬場賴周與馬場賴員父子誅殺。
另一方面，攜帶一門老小準備前往筑前尋求大內氏庇護的家兼，也遭遇了少貳氏旗下國人神代勝利的襲擊。在神代勝利的截殺下，家兼次子家門與孫子龍造寺家泰、龍造寺賴純以及家臣戶田兼定 、鹿江兼賢等500餘人遭到殺害，僅剩的家兼與曾孫胤信、龍造寺信周 、龍造寺長信三兄弟則僥倖躲過屠殺。去路遭截的家兼一行，於天文十四年（1545年）三月，抵達大友氏治下筑後國的山門郡，向當地領主蒲池鑑盛尋求庇護。

## 龍造寺氏再興
蒲池鑑盛接納了落魄的家兼，並安排三瀦郡一木村（現大川市）一處約300石的領地，供家兼生活。除了衣食住行，考慮到家兼年事已高的鑑盛也讓家臣原野惠俊對家兼的起居進行照料。
對馬場氏恨之入骨的家兼，發誓要對賴周展開復仇行動。在滅門事件發生不久後，家兼即暗中聯絡自己之前在佐賀郡的黨羽鍋島氏。鍋島氏於天文十三年（1544年）跟隨家兼參與了松浦隆信的討伐戰，然而在此戰中鍋島家當主鍋島清久不幸戰死。因此戰事係家兼中了馬場賴周的算計而起，鍋島氏自然也對馬場氏心懷怨恨。在給鍋島氏新任當主鍋島清房的信件中，家兼除了希望清房能響應自己的舉兵外，也希望清房能盡量拉攏對少貳氏感到不滿的國人以及地方勢力做為盟友。除此之外，家兼亦向蒲池鑑盛請求援軍，鑑盛也答應派出500人給家兼助陣。
天文十四年（1545年）四月下旬，在鍋島氏、石井氏等黨羽以及蒲池氏援軍的幫助下，家兼先是擊退少貳方守將小田覺派，成功奪回水之江城，隨後更是在祇園城之戰中擊殺了馬場賴周父子，完成復仇。在奪回領地並重新控制龍造寺本家後，家兼本欲繼續討伐主家少貳氏，然而時不我予，不久家兼便臥病在床。
天文十五年（1546年）三月，家兼以93歲高齡逝世。家兼死後，水江龍造寺家督一職，由還俗的曾孫龍造寺胤信接任。

## 出處
1. ↑  福尾猛市郎（1989）
2. ↑  川副義敦（2018）
3. ↑  北肥戰誌
4. ↑  柳川市史 史料編3